# Hollyweird
Hollyweird es el séptimo álbum de estudio de la banda de Hard rock, Poison. Lanzado el 21 de marzo de 2002 a través de Cyanide Music, debutando en el No. 103 en las listas Billboard. El disco vendió 11.000 copias en su primera semana en el mercado.

## Estilo musical
El álbum marca el regreso de la alineación original de Poison desde el lanzamiento de Flesh & Blood. El resultado fue una combinación de nuevos y viejos sonidos, con el guitarrista C.C. DeVille. Prefirieron el estilo Pop punk fusionado con Hard rock, género que caracterizó a la agrupación en los discos anteriores. Este nuevo estilo es particularmente evidente en las canciones "Emperor's New Clothes", "Livin' in the Now" y "Home (C.C.'s Story)" (con DeVille como vocalista). El álbum contiene una versión la canción Squeeze Box, originalmente de la agrupación británica The Who.

## Listado de temas
Todas las canciones fueron escritas por Bret Michaels, C.C. DeVille, Bobby Dall y Rikki Rockett excepto donde se indica.
1. "Hollyweird" - 3:15
2. "Squeeze Box" - 2:32 (Pete Townshend)
3. "Shooting Star" - 4:39
4. "Wishful Thinkin'" - 2:49
5. "Get 'Ya Some" - 4:22
6. "Emperor's New Clothes" - 2:15
7. "Devil Woman" - 3:47
8. "Wasteland" - 3:56
9. "Livin' in the Now" - 2:37
10. "Stupid, Stoned & Dumb" - 3:10
11. "Home" (Bret's Story) - 2:49
12. "Home" (C.C.'s Story) - 2:47
13. "Rockstar" - 3:33

## Personal
- Bret Michaels - Voz
- C.C. DeVille - Guitarra
- Bobby Dall - Bajo
- Rikki Rockett - Batería